# Potyczka pod Stawami
Potyczka pod Stawami – potyczka powstania styczniowego stoczona 9 października 1863 roku w okolicach wsi Stawy. Starcie odbyło się między oddziałem powstańczym dowodzonym przez Juliana Pilnego pseudonim Adolf Neuman, oraz oddziałkiem powstańczej żandarmerii pod dowództwem Władysława Nowackiego-Kopaczyńskiego pseudonim Junosza, a oddziałem rosyjskim. Starcie zakończyło się wycofaniem się powstańców.
Po bitwie pod Mełchowem stoczonej 30 września 1863 roku Zygmunt Chmieleński rozdzielił swój oddział. Kawalerię pod dowództwem Juliana Pilnego wysłał w okolice Pińczowa. Dotarli oni w okolicę Stawów 9 października gdzie zatrzymali się na obiad. Rosjanie znając pozycję Polaków, chcieli ich otoczyć i pokonać. Rosjanie wyprawili część kozaków przez las celem obejścia lewego skrzydła powstańczego. Manewr ten się nie powiódł, bo w rejonie tym pojawił się powstańczy oddziałek żandarmerii narodowej liczący około 20 jeźdźców pod dowództwem Władysława Nowackiego-Kopaczyńskiego. Nowacki związał na chwilę kozaków walką, dając tym samym możliwość wycofania się oddziałowi Pilnego. W czasie cofania się Adolf Pilny otrzymał postrzał w nogę, a dowództwo po nim przejął Bolesław Łącki. 